# Бредлі (Південна Дакота)
Бредлі (англ. Bradley) — місто (англ. town) в США, в окрузі Кларк штату Південна Дакота. Населення — 65 осіб (2020).

## Географія
Бредлі розташоване за координатами 45°5′25″ пн. ш. 97°38′31″ зх. д. / 45.09028° пн. ш. 97.64194° зх. д. (45.090408, -97.641945).  За даними Бюро перепису населення США в 2010 році місто мало площу 0,63 км², уся площа — суходіл.

## Демографія
Згідно з переписом 2010 року, у місті мешкали 72 особи в 32 домогосподарствах у складі 23 родин. Густота населення становила 113 осіб/км².  Було 53 помешкання (83/км²).
Расовий склад населення:
| - 100,0 % — білих |

До двох чи більше рас належало 0,0 %. Частка іспаномовних становила 0,0 % від усіх жителів.
За віковим діапазоном населення розподілялося таким чином: 20,8 % — особи молодші 18 років, 68,1 % — особи у віці 18—64 років, 11,1 % — особи у віці 65 років та старші. Медіана віку мешканця становила 43,3 року. На 100 осіб жіночої статі у місті припадало 94,6 чоловіків;  на 100 жінок у віці від 18 років та старших — 103,6 чоловіків також старших 18 років.
Середній дохід на одне домашнє господарство  становив 43 868 доларів США (медіана — 37 500), а середній дохід на одну сім'ю — 60 253 долари (медіана — 63 125). За межею бідності перебувало 5,1 % осіб, у тому числі 0,0 % дітей у віці до 18 років та 0,0 % осіб у віці 65 років та старших.
Цивільне працевлаштоване населення становило 35 осіб. Основні галузі зайнятості: виробництво — 28,6 %, освіта, охорона здоров'я та соціальна допомога — 20,0 %, транспорт — 17,1 %.